# Cowboy from Brooklyn
Cowboy from Brooklyn is een Amerikaanse muziekfilm uit 1938 onder regie van Lloyd Bacon. Destijds werd de film in Nederland uitgebracht onder de titel De cowboy van Brooklyn.

## Verhaal
De zanger Elly Jordan en zijn muziekgroep zijn blut, als ze op de boerderij van Jane Hardy in Wyoming belanden. Ze maken er muziek in ruil voor een warme maaltijd. Zo worden ze gehoord door de impresario Roy Chadwick. Hij denkt dat Elly een echte cowboy is en hij wil een ster van hem maken. Elly weet echter niets over het Wilde Westen en hij is bovendien zelfs bang voor dieren.

## Rolverdeling
| Acteur           | Personage           |
| ---------------- | ------------------- |
| Dick Powell      | Elly Jordan         |
| Pat O'Brien      | Roy Chadwick        |
| Priscilla Lane   | Jane Hardy          |
| Dick Foran       | Sam Thorne          |
| Ann Sheridan     | Maxine Chadwick     |
| Johnnie Davis    | Jeff Hardy          |
| Ronald Reagan    | Pat Dunn            |
| Emma Dunn        | Ma Hardy            |
| Granville Bates  | Pa Hardy            |
| James Stephenson | Professor Landis    |
| Hobart Cavanaugh | Mijnheer Jordan     |
| Elisabeth Risdon | Mevrouw Jordan      |
| Dennie Moore     | Abby Pitts          |
| Rosella Towne    | Panthea Landis      |
| May Boley        | Mevrouw Krinkenheim |

## Filmmuziek
- I Got a Heartful of Sunshine
- Ride, Tenderfoot, Ride
- Git Along Little Doggie
- I'll Dream Tonight
- Howdy, Stranger
- Ride, Tenderfoot, Ride